# Estremo Oriente
L'Estremo Oriente è l'area dell'Asia che comprende la Cina (incluse Macao e Hong Kong, ed escluse le regioni dello Xinjiang e del Tibet), Taiwan, le due Coree, la Mongolia, l'arcipelago giapponese e la parte più orientale della Siberia, zona quest'ultima nota anche come Estremo Oriente russo.

## Descrizione
Il termine è entrato in uso per la prima volta nel discorso geopolitico europeo nel XV secolo, in particolare quello britannico, indicando l'Estremo Oriente come il “più lontano” dei tre “Orienti”, oltre il Vicino Oriente e il Medio Oriente.
La locuzione Estremo Oriente viene spesso usata come sinonimo di Asia orientale; non sono inclusi gli Stati dell'Oceania, considerati parte del mondo occidentale. Anche il Sud-est asiatico non è normalmente considerato parte dell'Estremo Oriente anche se per alcuni ne fa parte.
In questi stati, lo sviluppo urbano e tecnologico non è avvenuto in modo omogeneo e regolare, per cui quando si utilizza il termine Estremo Oriente ci si riferisce non a un luogo specifico le cui regioni sono accomunate da medesimi eventi culturali e dallo stesso governo sovrano, ma piuttosto a un'area che ingloba al suo interno realtà anche molto diverse fra loro e con caratteristiche eterogenee.
Da un lato si osserva infatti la scarsa urbanizzazione in alcune aree, l'organizzazione dei nuclei umani in villaggi con economia prevalentemente agricola, dall'altro si notano lo sviluppo industriale di Taiwan e i colossali cantieri per la costruzione dei grattacieli più alti del mondo a Hong Kong, Pechino e Shanghai; da non dimenticare il Giappone, la terza potenza economica mondiale, nonché uno dei paesi più tecnologicamente avanzati al mondo.